# しらせ (砕氷艦・初代)
しらせ（JMSDF AGB SHIRASE(first) class）は、元文部科学省の三代目南極観測船。現在の気象観測船SHIRASE。
艦番号AGB-5002。南極地域観測隊の南極観測の任務に利用されていた。自衛艦としては初めての基準排水量1万トン越えであり昭和時代に建造された自衛艦としては最も大きかった。ましゅう型補給艦が竣工するまでは海上自衛隊の運用する中では最大の規模だった。後継はしらせ (砕氷艦・2代)。

## 概要
3ノットで1.5 m厚の氷を連続砕氷できる能力を持っている砕氷艦（自衛艦の一つ）でもあり、乗員もすべて海上自衛官である。所有は文部科学省の国立極地研究所、所属は横須賀地方隊、母港は横須賀であった。
なお、建造費は文部省（現・文部科学省）予算により支出されたが、設計、契約および運用については防衛庁（現・防衛省）が行っている。本船の主任務は観測隊員および物資の輸送であるが、観測機器を搭載し南極での観測活動も行っていた。これは後の退役後にウェザーニューズが買い取る理由の1つとなった。(詳しくは下記参照。)
毎年11月中旬に、東京港晴海埠頭を出港、オーストラリア・フリーマントル港で1週間休暇停泊の後、南半球が真夏に入る12月末には昭和基地に到達した。
1983年（昭和58年）の第25次隊以降 第49次隊まで、計25回にわたって南極観測の輸送支援を実施し、この間の行動日数3,803日、総航程 1,006,562 km (543,500 nmi)、輸送人員 1,498人、輸送物資量 約23,900トンであった。「しらせ」の場合、氷厚約1.5 m以上の氷は一旦 船を200–300 m後退させた上で、最大馬力で前進、氷に体当たりするとともに氷に乗り上げるかたち（ラミング; ramming またはチャージング）で砕氷を行うが、南極圏におけるこのチャージングは36,650回に及んだ。

## 構造

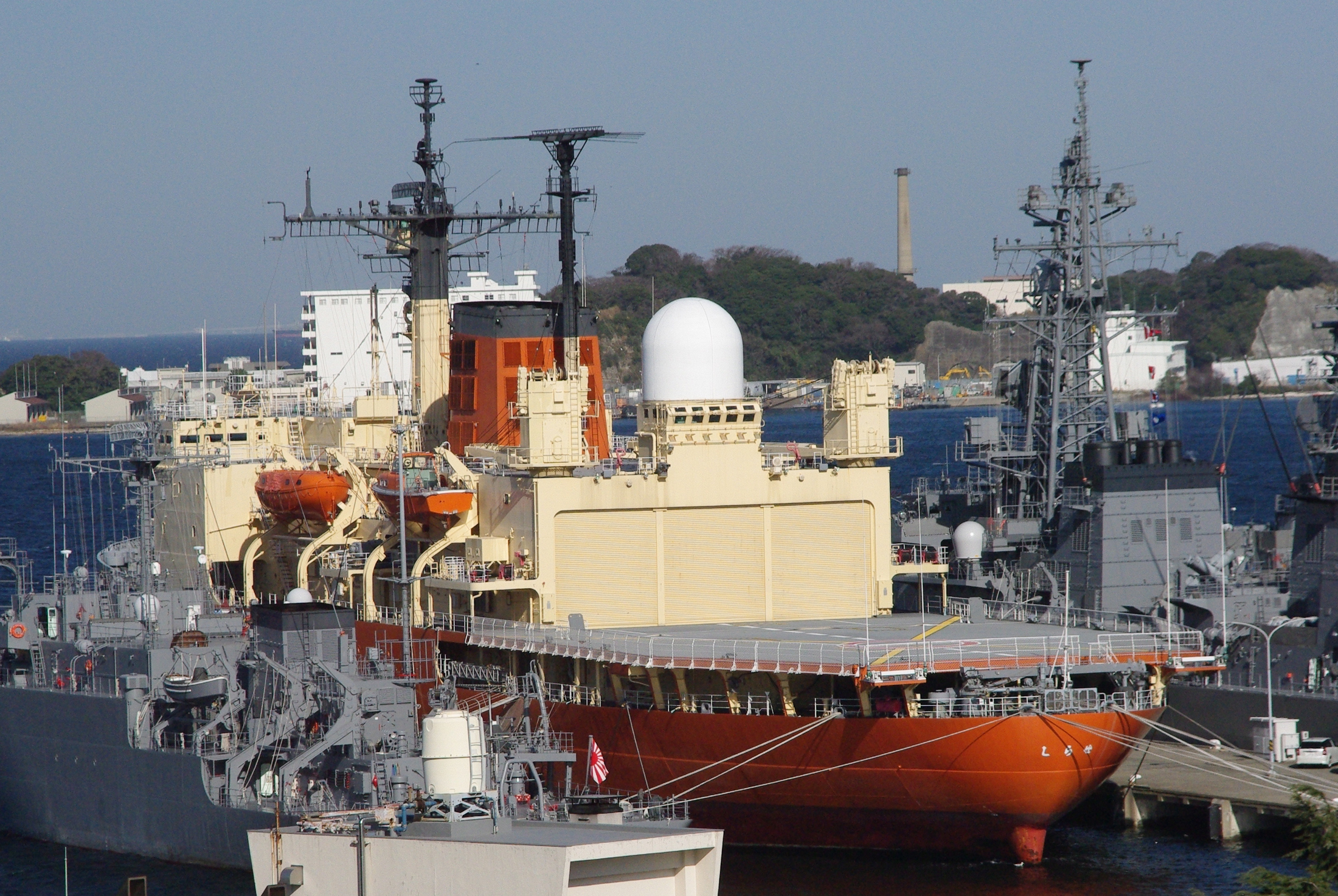
艦の後部にはヘリコプター甲板を有する

砕氷艦の特徴である幅のある艦体であり、1本煙突である。氷海での監視用に、マスト上に見張りポストがある。貨物積み下ろし用のクレーンを前甲板に2基、後部に2基装備している。艦体後部にヘリコプター甲板と格納庫を備えたヘリコプター搭載大型艦で、第二次越冬隊の「タロとジロの悲劇」を反省して、先代観測船「ふじ」から引き継いだ輸送用のS-61A-1 2機と小型偵察ヘリコプターベル47G 1機が「宗谷」、「ふじ」に引き続き「しらせ」にも搭載されていたが、1987年には同機種のヘリコプターは海自から姿を消し、1993年から後継機としてOH-6D 1機を装備している。
氷海を航行するので通常の艦船にある、ビルジキール（ローリング（横揺れ）を抑制して安定した航走をするためのフィンで、船底の両側面に装備する）が装備されていない。そのため、外洋航行時、特に時化ている時などは、通常の艦船に比べて揺れが激しくなるという欠点があり、乗組員の海上自衛官はまだしも、船慣れしていない観測隊員などはひどい船酔いに悩まされることもしばしばだったという。2001年の航海では暴風圏を通過中、左に53度、右に41度傾いたことを傾斜計が記録した。これは今でも海上自衛隊の動揺記録として残っている。
乗組員居住区と観測隊員居住区は、厨房をはさんで分離されている。観測隊員居室は基本的に2人部屋で、観測隊長室、同副隊長室は個室である。このほか、4人部屋のオブザーバー室、研究室、ラジオゾンデ放球室がある。海賊の襲撃に備えて自動小銃が装備されている。
推進方式は電気推進（ディーゼルエレクトリック）で、三井造船製ディーゼルエンジン6基で交流同期発電機を駆動、サイリスタで交流を直流に整流しつつ出力電圧を制御し（静止レオナード方式）、富士電機製直流電動機6台を駆動、軸出力30,000馬力を発生させる。推進軸は3軸で、各々2台の電動機を直列に接続し、外洋航行時は電動機3台、砕氷航行時は全6台を使用する。船内電源は、別置きのディーゼル発電機4台により供給される。

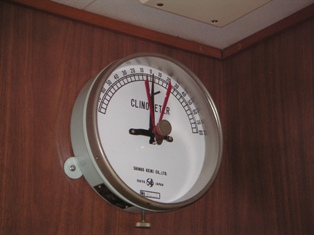
傾斜計
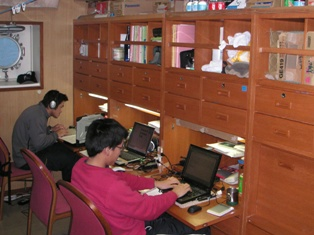
四人部屋
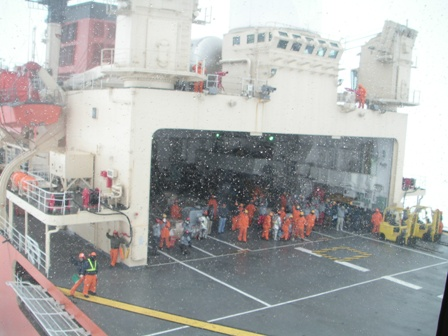
格納庫と甲板
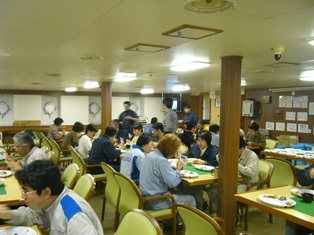
食堂
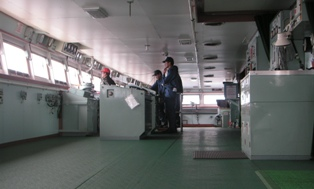
艦橋

## 艦名の由来
建造計画段階での仮名は「54AGB」であり、先代観測船「ふじ」と同様に一般公募おこない、以下の経緯をもって決定された。
- 1980年5月30日、第14回「南極輸送問題調査会議」において艦名について発議。
- 1980年6月25日、第69回「南極地域観測統合推進本部総会」において公募の方針を決定するとともに船名選考委員会の設置了承。
- 1980年11月22日～12月24日まで船名の一般公募をおこない、公募数は62275通（無効数872通）におよんだ[4]。
- 1981年2月26日、第1回「船名選考委員会」で選考方針を検討し、上位30位以内の中から極光、瑞穂、白瀬の3候補選出[4]。
- 1981年3月16日、第2回「船名選考委員会」において極光、瑞穂、白瀬の3候補から白瀬に決定され、23日に報道発表された[4]。
- 1981年12月11日、防衛庁は命名・進水式において「しらせ」と命名された[4]。

一般公募による名称の応募数順位は次のとおりであった。1位さくら、2位やまと、3位しょうわ、4位おーろら、5位あさひ、6位みずほ、7位とき、15位しらせ。
防衛庁は応募の趣旨を尊重し公募順位2位の「やまと」を除く上位30位を候補として第1回の船名選考委員会に提出した。公募順位2位の「やまと」は旧帝国海軍の戦艦「大和」のイメージが強く、砕氷艦には合わないという理由と、将来建造される新型艦の名称として残しておきたいという理由から外された。
最終的に新砕氷艦の名称は「しらせ」に決定することになったが、当時の防衛庁海上幕僚監部通達では海上自衛隊の砕氷艦の名称は「名所旧跡のうち主として山の名」と規定されていたため、日本初の南極探検隊隊長の白瀬矗中尉の名を付すことはできなかった。検討の末、昭和基地近くにある白瀬中尉の功績を称えて命名された広大な氷河「白瀬氷河」が存在することから、防衛庁海上幕僚監部通達は「名所旧跡のうち主として山又は氷河の名」と改正し、これにより「白瀬氷河」を由来とする「しらせ」の命名が可能になった。

## 記念切手
1983年11月14日に「しらせ」就航の記念切手が発行され、デザインは「ペンギンと観測船しらせ」であった。記念切手に「しらせ船内郵便局」と「昭和基地内郵便局」で使用される風景印がある記念カバーは、現在でも高価で取引されている。
2009年には「極地保護」をアピールする記念切手が、世界42カ国で共同発行されたが、新「しらせ」就航の記念切手は発行されなかった。
2007年1月23日に発行された10枚組の記念切手「南極地域観測事業開始50周年」の9枚目に、「隊員と観測船しらせ」のデザインがある。

## 後継艦
後継艦については、2006年（平成18年）よりユニバーサル造船舞鶴事業所において、しらせ後継船が建造され、2008年4月16日に命名式、進水式が挙行された（2007年起工、2009年5月20日に完成。艦名は「しらせ」を襲名）。
なお、本艦退役後の2008年出発の第50次隊には「しらせ」が救出したことのあるオーストラリアの民間砕氷船オーロラ・オーストラリスがチャーターされた。

## 除籍後
2008年10月24日、政府の南極地域観測統合推進本部は南極観測船「しらせ」の展示保存を断念し解体すると発表した。「しらせ」は南極観測船はもとより自衛隊を見渡しても過去になかった規模の大型艦の退役であり、当然ながらそのため維持展示にも従前の観測船以上の費用が掛かる事が見込まれる事から引き取り手の折り合いが付かず、また自衛艦のため海上保安庁への移管や海外輸出も難しい事から、スクラップとして処分される事となっていた。
ただし、政府の推進本部はスクリュープロペラ・いかり・艦名看板など少なくとも17点の部品を保存し、2009年秋から海上自衛隊佐世保史料館で一般展示をする準備を進めていた。また、船内で使われたソファーや椅子の一部が名古屋港で展示されている「ふじ」に転用されている。
昭和期の南極観測隊の訓練などで縁のある北海道稚内市が保存に名乗りを上げており、ホームページなどを通じて誘致キャンペーンを行っていたが財政難のため2007年夏の展示保存を希望する自治体の募集には正式に応募せず、これも立ち消えとなった。
2008年12月以降解体に着手する予定だったが鉄屑価格下落の影響から解体は先送りとなり、2009年6月19日に政府の南極地域観測統合推進本部は保存活用に向けて買い手を再度公募することを決定した。その時点では海上自衛隊横須賀基地内で係留されていた。

## SHIRASEプロジェクト

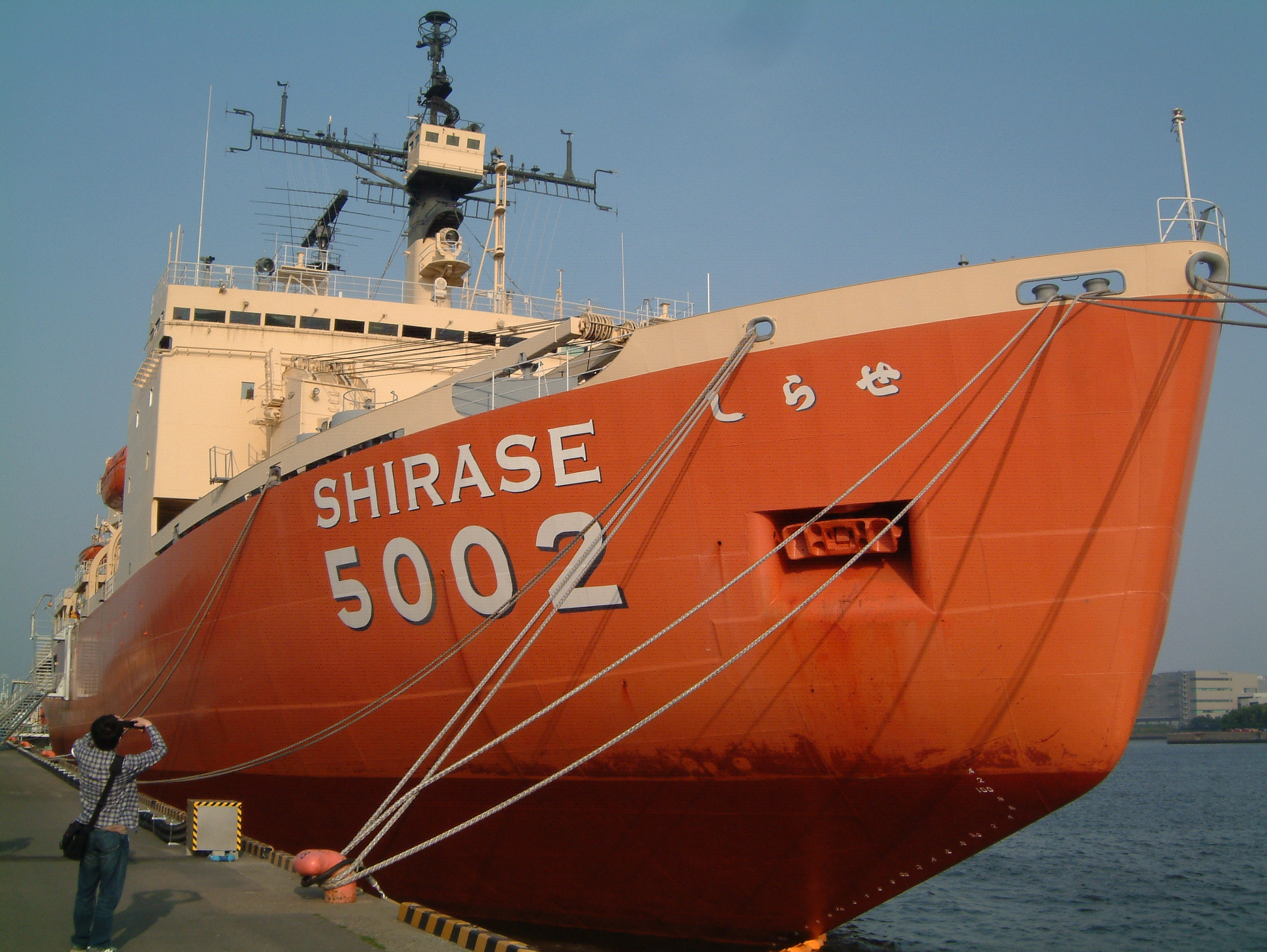
SHIRASE - 船橋港（2010年5月）

2009年11月9日、南極地域観測統合推進本部は「しらせ」を同年1月に「スクラップになるのはもったいない」・「気象や環境問題の情報発信や議論の場として活用したい」と、「しらせ」の購入を文部科学省に提案していた、民間の気象情報会社「ウェザーニューズ」に売却すると発表。環境情報発信基地として、「第二の人生」を送ることになった。「しらせ」は2010年2月10日に海上自衛隊からウェザーニューズ社に引き渡され、海上自衛隊横須賀基地を出港。一旦、神奈川県横浜市中区の三菱重工業横浜製作所本牧工場のドックに曳航され、検査や用途変更船修繕工事を実施するとともに、船名をローマ字表記の「SHIRASE」に変更した。同年3月31日に千葉県船橋市の京葉食品コンビナート南バースまで曳航され、係留された。
「しらせ」の艦番号「5002」にちなんで2010年5月2日から南極観測および気象観測の象徴として一般公開。また、それに先立ち、一般公開前日の5月1日にはSHIRASEが係留されている船橋市の近隣住民・市職員・教育関係者向けに先行公開された。5月2日に開催されたSHIRASEのグランドオープニングセレモニーには、同社社員や同社のウェザーリポーター約320人、国会議員、冒険家でSHIRASEの副KANCHO（艦長）に任命されている三浦雄一郎など約500人が参加。同セレモニーでは、SHIRASE KANCHOの宮部二朗同社代表取締役副社長がシャンパンの瓶の形をした氷を割って、「第2の船出」を宣言した。
ウェザーニューズでは船内の南極観測機器を居抜きで入手。2010年10月から同社グローバルアイスセンターを船内に移設して世界の氷のモニタリング業務を開始する。さらに、小型気象観測レーダー『WITHレーダー』を設置し、首都圏のゲリラ雷雨や突風などをリアルタイムに観測する他、2010年頃に打ち上げ予定で東京大学・千葉大学・アクセルスペース共同開発の小型人工衛星『WNI衛星（仮称）』から送られてくるデータを利用して、世界各地の海氷の動きなどを観測する「WNI衛星管制センター」や東京湾・世界各地で発生した地震を観測・検証する「地象センター」を開始する予定となっている。また、テレビスタジオや教育・会議施設などを開設・設置し、みんなで気候変動を考え、コンテンツを発信する場にしたいとしている。
2010年8月15日には同社の第24期株主総会（幕張メッセで開催）終了後に株主向けにSHIRASE体験乗船（株主以外に3名まで乗船可）を実施。また、同年8月22日には「夏休みに環境問題を考えるきっかけに」とSHIRASEの親子乗船会を開催した。
なお、「しらせ」の購入代金約4千万円の他に改修に10億円、年間維持費に1 - 2億円かかるとされている。
また、このプロジェクトの中心となったウェザーニューズ創業者で代表取締役会長・石橋博良が死去した際はお別れの会が「船出の会」という名称で2010年7月13日に本船船上にて行われた。
2011年7月に、東日本大震災の被災地の人を元気づけようと、福島県いわき市小名浜港でイベント開催。
2013年9月2日に本船の所有権がウェザーニューズから同社関連団体であるWNI気象文化創造センターに移管された。
2015年11月18日、修繕のため4年ぶりに船橋港を出港し、三菱重工業横浜製作所のドックに入った。12月14日修繕を終え船橋港に帰着した。

### 見学
SHIRASE5002の見学は2024年2月1日の時点で週末を中心に予約制による有料で実施されており、実施日によりガイド無しの「ベーシックコース」とガイド付きの「プレミアムコース」「団体コース」の3種類で実施されており、予約サイトにて各コースの実施日を確認の上、前日までに申込みが必要となる。
SHIRASEが係留されている船橋港ではコンビナート岸壁周辺敷地への立ち入りが禁止されている為、関係者および見学予約者以外はSHIRASEに接近する事が出来ない。また船橋港周辺は駐車禁止区域となっているが予約者専用の無料駐車場が設けられている（乗船予約時に併せて申込みが必要）。
徒歩でのアクセスに関しては隣接するサッポロビール千葉ビール園の無料シャトルバス（津田沼駅・新習志野駅）が利用可能、また見学予約者はサッポロビール千葉ビール園の食事代が10 % OFFになるサービスもある。
2011年3月11日に発生した東日本大震災の影響を受け、係留している船橋港周辺の液状化により乗船にあたっての安全性が見込めないことから、震災当日以降の見学を一時的に中止した。また、この年10月の台風により対岸(習志野市茜浜)に係留していた船のロープが切れSHIRASEまで流れ着き、左舷にぶつかり損傷するという事態も起きた。その後、船橋港の液状化の舗装とSHIRASE左舷損傷の修繕を経て、2012年1月28日より再開する運びとなった。
一般見学再開にあたり、今までのJR京葉線新習志野駅駅前の千葉県国際総合水泳場付近に集合し、貸切バスで船橋港に向かうという形式であったが、見学再開にあたりウェザーニューズという会社を知ってもらうことも見学コースに含めることになった。そのため現在はJR京葉線海浜幕張駅駅前に、ウェザーニューズが入居している幕張テクノガーデンD棟2階Cポート0号店前に集合し、受付・身分証明書による本人確認をした上で、ウェザーニューズの会社見学を行ってから、社有車で船橋港に向かう形式に変更された。
見学の日時は、おおむね隔週土曜日12:30の1回で10人程度で行われるようになった。ウェザーニューズでは2010年4月26日から専用ホームページ（外部リンク参照）にて、同年5月5日以降の一般見学・乗船の事前申し込みを受け付けている。なお、右舷の外観を眺めるだけであれば、近傍の飲食施設の窓際から望むことが可能。
なお、前述のように2013年9月2日に本船の所有権がウェザーニューズから同社関連団体であるWNI気象文化創造センターに移管されているが、より公益性の高い取組みを進めていくための企画を検討し推進するため従来から行ってきた一般乗船見学は当面見合わせるとしている。
2013年より「チャレンジングSHIRASE」として年5回の一般公開イベントを行っているほか、週に2日、近隣にあるサッポロビール千葉工場とのコラボレーションでのツアーに参加してで乗船することもできる。
2019年10月20日、SHIRASE5002が第6回ふなばしミュージックストリートの会場に選ばれ、6組のミュージシャンの演奏及び「大声コンテスト in SHIRASE」が開催された。
2020年7月1日時点で、SHIRASE5002は、新型コロナウイルス感染拡大の影響により、サッポロビール千葉工場とのコラボレーションツアーやチャレンジングSHIRASEの開催を当面の間、休止していたが、2023年3月14日現在ではサッポロビール千葉工場とのコラボレーションツアーが事前予約制にて実施されている。

## 艦長
| 代 | 氏名       | 在任期間               | 前職                                                         | 後職                                                                          |
| -- | ---------- | ---------------------- | ------------------------------------------------------------ | ----------------------------------------------------------------------------- |
| 1  | 佐藤保     | 1982.11.12 - 1985.5.16 | 海上幕僚監部防衛部南極観測支援室長 →1981.12.2 横須賀補充部付 | 横須賀地方総監部付 →1985.8.1 第33護衛隊司令                                   |
| 2  | 倉田篤     | 1985.5.17 - 1987.6.29  | 海上幕僚監部防衛部南極観測支援室                             | 海上幕僚監部防衛部南極観測支援室長                                            |
| 3  | 本田守忠   | 1987.6.30 - 1988.7.31  | しらせ副長                                                   | 海上幕僚監部防衛部運用課 南極観測支援室長                                     |
| 4  | 上垣毅     | 1988.8.1 - 1990.7.8    | しらせ副長 兼 運用長                                         | 海上幕僚監部防衛部運用課 南極観測支援室長                                     |
| 5  | 齊藤公則   | 1990.7.9 - 1992.8.2    | 海上幕僚監部防衛部運用課                                     | 海上幕僚監部防衛部運用課 南極観測支援室長                                     |
| 6  | 久松武宏   | 1992.8.3 - 1994.7.31   | 海上幕僚監部防衛部運用課                                     | 海上幕僚監部防衛部運用課 南極観測支援室長                                     |
| 7  | 加藤達雄   | 1994.8.1 - 1996.7.31   | 海上幕僚監部防衛部運用課                                     | 海上幕僚監部防衛部運用課 南極観測支援室長                                     |
| 8  | 帖佐正和   | 1996.8.1 - 1998.5.14   | 海上幕僚監部防衛部運用課                                     | 海上幕僚監部防衛部運用課 南極観測支援室長                                     |
| 9  | 茂原清二   | 1998.5.15 - 2000.5.14  | 海上幕僚監部防衛部運用課                                     | 海上幕僚監部防衛部運用課 南極観測支援室長                                     |
| 10 | 石角義成   | 2000.5.15 - 2002.7.31  | 海上幕僚監部防衛部運用課                                     | 海上幕僚監部防衛部運用課 南極観測支援室長                                     |
| 11 | 原口一之   | 2002.8.1 - 2004.7.6    | 海上幕僚監部防衛部運用課                                     | 海上幕僚監部防衛部運用課 南極観測支援室長                                     |
| 12 | 大平愼一   | 2004.7.7 - 2006.7.2    | 海上幕僚監部防衛部運用課 南極観測支援班長                    | 佐世保海上訓練指導隊付 →2006.8.10「おうみ」艦長                               |
| 13 | 小梅三津男 | 2006.7.3 - 2007.7.1    | 海上幕僚監部防衛部運用支援課 南極観測支援班長                | 横須賀地方総監部付 →2007.8.10 横須賀地方総監部監察官 →2代目「しらせ」艤装員長 |
| 14 | 品川隆     | 2007.7.2 - 2008.7.30   | 海上幕僚監部防衛部運用支援課 南極観測支援班長                | 横須賀基地業務隊本部補充部付 →2008.9.12「ましゅう」艦長                       |